# Jean-Marie Boisvert
Pour l’article homonyme, voir Boisvert.
Joseph Rosario Jean Marie Boisvert, né le 20 septembre 1939 à Drummondville, est un enseignant et homme politique fédéral du Québec.

## Biographie
Né au Québec, il entama sa carrière en politique en devenant député du Parti Crédit social du Canada dans la circonscription fédérale de Drummond en 1972. Il fut défait par le libéral Yvon Pinard en 1974.